# Typecasting (atuação)
Na televisão, no cinema e no teatro, typecasting é o termo em inglês que designa o processo pelo qual um determinado ator torna-se fortemente identificado com um determinado personagem; um ou mais papéis específicos, ou personagens com as mesmas características, ou com determinado classes sociais ou grupos étnicos. Há casos nos quais determinado ator torna-se tão fortemente identificado com certo papel que fica muito difícil encontrar trabalhos para atuar com outros tipos de personagens.
Como alternativa, um diretor pode escolher elencar um ator "contra o tipo" (i.é., em um papel que seria incomum para que o ator, para criar um efeito dramático ou cômico). O typecasting também ocorre em outras artes cênicas. Um cantor ou uma cantora de ópera que tenha feito grande sucesso em determinado papel, como Denyce Graves como Carmen, pode tornar-se marcado ou marcada nesse papel.

## Com personagens
Um ator é às vezes tão fortemente identificado com o papel que isso torna difícil para eles encontrarem trabalhos interpretando outros personagens. É especialmente comum entre os protagonistas nas séries de televisão e nos filmes.

### Star Trek
Um exemplo está no elenco da série original de Star Trek. Durante a exibição original entre 1966 e 1969, William Shatner foi o ator mais bem pago: $5000 por episódio ($38000 atualmente), com Leonard Nimoy e os demais atores recebendo muito menos. Entretanto, a mídia previu que Nimoy alcançaria o estrelato após o fim da série, e James Doohan teve a expectativa de que aparecer numa série da NBC ajudar em sua carreira pós-Star Trek.
Mas a série marcou tanto os atores, que logo em março de 1970, Nichelle Nichols queixou-se de Star Trek tê-la "definido tão estreitamente como atriz"—que só Shatner e Nimoy continuaram a trabalhar de forma constante durante a década de 1970, e até mesmo o trabalho destes recebeu pouca atenção, a menos que fosse relacionado a Star Trek. Outras fontes de renda vinham da participação em convenções de Star Trek, frequentadas pelos fãs, denominados Trekkies; em 1978, DeForest Kelley, por exemplo, ganhou $50.000 ($ 188000 hoje) naquele ano.  As últimas produções da série terminaram em 1971, mas, em 1979, no primeiro de seis filmes estrelando todo o elenco fez com Kelley recebesse $1 milhão para o filme, Star Trek VI: The Undiscovered Country (1991).
A revista Parade afirmou sobre o elenco, em 1978, que "[eles] perderam o controle de sua vida no momento em que pisaram na ponte de comando da nave de faz-de-conta USS Enterprise - em 1966". Ser profundamente identificado com um papel deixou o elenco da série com um misto de emoções: Shatner chamou-a de "incrível e enfadonha" e Walter Koenig chamou de "bittersweet" (um misto de doçura e amargura), mas admitiu que há "uma certa imortalidade em ser associado a Star Trek".
Alguns dos atores da Next Generation também ficaram marcados. Patrick Stewart lembrou que um "distinto diretor de Hollywood com o qual eu quis trabalhar me disse: 'por que eu iria querer o Capitão Picard no meu filme?' Isto foi doloroso". O seu mais proeminente papel não relacionado a Star Trek foi Professor Xavier da série de filmes X-Men, compartilhava semelhanças com Jean-Luc Picard. Stewart afirmou que "eu não tenho uma carreira no cinema. Eu tenho uma carreira de franquia"; ele continua a trabalhar no palco como um ator shakespeariano. No entanto, The Next Generation tinha uma das maiores rendas de seu tempo, e o elenco se tornou muito rico. Jonathan Frakes afirmou que "é melhor ser estigmatizado em determinado papel do não ser elencado." Michael Dorn disse em 1991, "se o que aconteceu ao primeiro elenco é ser estigmatizado, então eu quero ser estigmatizado. Claro, eles não conseguiram outros trabalhos depois de 'Star Trek'. Mas eles estão fazendo o sexto filme. Nomeie-me alguém na televisão, que tenha feito seis filmes!"

### Outros exemplos
Daniel Radcliffe ficou estigmatizado como Harry Potter, uma vez que ele desempenhou o papel do protagonista em todos os oito filmes da franquia. Radcliffe foi confrontado com duas transições, a primeira de ator infantil a ator adulto e a segunda do estigma da associação a Harry Potter à interpretação de outros personagens.

### Personagens históricos
O ator soviético Mikheil Gelovani interpretou Josef Stálin, em 12 filmes feitos durante o período de vida do líder, dentre eles A Grande Aurora (1938), Lênin em 1918 (1939), O Juramento (1946), A Queda de Berlim (1950) e O Inesquecível Ano de 1919 (1952) - que refletiam o seu culto de personalidade; os filmes foram banidos ou tiveram as cenas com Stálin removidas após o Discurso Secreto de 1956. Após a morte de Stálin, a Gelovani foram negados novos papéis, uma vez que ele passara a estar profundamente identificado com o finado líder. De acordo com O Livro Guinness de Fatos e Feitos de Filmes, Gelovani tinha provavelmente interpretado o mesmo personagem histórico mais vezes do que qualquer outro ator. O colunista do Die Zeit, Andreas Kilb escreveu que ele terminou sua vida "um lamentável Kagemusha" da imagem de Stálin.

## Atuação conforme o tipo
Alguns atores aceitam de braços abertos o typecasting. Os fãs sempre esperam um determinado ator para interpretar certo "tipo", e os papéis que se desviam daquilo que é esperado podem ser fracassos de bilheteria. Este benéfico typecasting é particularmente comum em filmes de ação (por exemplo, Jackie Chan, Jet Li, Steven Seagal, Vin Diesel, Jean-Claude Van Damme, Sylvester Stallone, Arnold Schwarzenegger) e comédias (Charlie Chaplin, Adam Sandler, Chris Rock, Julia Roberts), mas muito menos comum em papéis dramáticos, apesar de muitos "filmes B" e "C" terem atores marcados por determinado tipo de papel.

## Atuação contra o tipo
Alguns atores tentam escapar ao typecasting escolhendo papéis que são opostos aos papéis pelos quais eles são conhecidos; como alternativa, um diretor pode escolher elencar um ator em um papel incomum para criar um efeito dramático ou cômico. Exemplos notáveis incluem:
- Fred MacMurray, conhecido por estrelar comédias românticas, fez um papel sério como vendedor de seguros conspirando com a esposa de outra pessoa, para matar o marido dessa em Double Indemnity (1944).[18]
- Charlie Chaplin, famoso por seu personagem Carlitos, interpretou um assassino em série bígamo, no filme de temática sombria Monsieur Verdoux (1947).
- Sergio Leone escalou Henry Fonda, mais conhecido por seus personagens moralmente corretos e heróis, como um vilão sádico no faroeste Era uma Vez no Oeste (1968).[19]
- Tim Burton escalou Michael Keaton como Bruce Wayne/Batman no drama de ação Batman (1989), quando Keaton tinha anteriormente estrelado principalmente comédias.[20]
- Ronny Cox e Kurtwood Smith foram escalados como os principais vilões no filme de Paul Verhoeven, RoboCop (1987), onde eles anteriormente haviam se tornado conhecidos por interpretar personagens "paternais", do tipo "cara legal" e "intelectual", respectivamente.[21]
- Matthew McConaughey, que, depois de fazer várias comédias românticas, procurou outros papéis, mais dramáticos, no cinema. Ele apareceu em um papel coadjuvante em "O Lobo de Wall Street e estrelou Interestellar e Dallas Buyers Club, recebendo elogios da crítica em todos os três filmes e vindo a ganhar o Oscar de Melhor Ator pelo último. Esta mudança na direção de sua carreira é agora chamada de "McConaissance", e é por muitos considerado uma das maiores inversões de carreira já conhecidas.[22]
- Michael Mann escalou Tom Cruise, normalmente conhecido por interpretar heróis, como um atirador amoral em Colateral (2004).[23]
- Enquanto Matt Damon era mais conhecido por sua performance dramática, como em Good Will Hunting (1997), ele foi escalado contra o tipo como herói no filme de ação Jason Bourne.[23]
- Enquanto Jimmy Stewart era conhecido por seus personagens afáveis como em It's a Wonderful Life, Alfred Hitchcock em Vertigo (1958), tratou de escalá-lo contra o tipo como um "preocupante ou inquietante" personagem cuja "...mente desfia," até que alcançar um "... ar gelado, de paranoia sexual  e controle."[23]
- Adam Sandler é mais conhecido por seus papéis de comédia, em que ele normalmente interpreta um "homem-criança agressivo". No entanto, o diretor Paul Thomas Anderson escalou Sandler contra o tipo em Punch-Drunk Love (2002), como um homem encarando a psicose que vai "...a partir da tristeza discreta à raiva e de volta outra vez."[23] Ele retornou ao trabalho com personagens sérios em The Meyerowitz Stories (2017), com a Variety descrevendo sua atuação da seguinte forma: "sem base para volta, Sandler é forçado a agir, e é uma coisa gloriosa de assistir."[24]
- Robin Williams foi um comediante de sucesso. Ele foi escalado contra o tipo em Insônia e em One Hour Photo (2002), dois filmes em que ele interpretou a "...psicose arrepiante" e a insanidade.[23] Ele também interpretou um homem manipulador que imitou a experiência de Milgram (1961) em um episódio de Law & Order: Special Victims Unit.
- Tony Curtis era conhecido como "... o ídolo de matinê mais bonito deHollywood"; como tal, ele foi escalado contra o tipo quando ele interpretou o "...serial killer Albert DeSalvo" em O Estrangulador de Boston. (1968).[23]